# Saison 2 de Babylon Berlin
Chronologie
Saison 1 Saison 3
Cet article présente la deuxième saison du feuilleton télévisé Babylon Berlin. Cette saison a eu sa première en Allemagne le 10 novembre 2017 sur la chaîne payante Sky 1 Deutschland.
En France, elle est diffusée, à compter du 7 janvier 2019, sur Canal+.

## Synopsis de la saison
Berlin 1929. Le film avec lequel on faisait chanter des importants personnages de Cologne (dont Herr Rath, le père de Gereon) ayant été trouvé et détruit, le sujet principal de la série se déplace vers le train soviétique et sa charge de phosgène, gaz toxique importé par les officiers d’extrême droite connus comme la Reichswehr noire. Mais dans le train il y a aussi l’or de la noble famille Sorokin, persécutée par les bolcheviques. Cet or intéresse le gangster connu comme l’Arménien mais aussi les agents soviétiques dirigés par Trochin.
La puissante Reichswehr noire, dans laquelle Bruno Wolter est impliqué, organise un attentat contre un ministre de la république en vue de réinstaurer le Kaiser au pouvoir. Ils conspirent aussi pour réarmer l’Allemagne, avec le soutien voilé de l’Union Soviétique.
Gereon continue à se débattre avec ses troubles psychiques et sa mauvaise conscience : il a depuis longtemps une liaison avec Helga, la femme de son frère Anno disparu à la guerre, lors d'une bataille où Gereon aussi était présent. Anno officiellement déclaré mort, Gereon et Helga peuvent désormais poursuivre leur relation ouvertement.
Charlotte Ritter a l’ambition de devenir la première enquêtrice criminelle. Entre-temps, elle continue de se prostituer pour faire vivre sa famille.

## Distribution de la saison
- Volker Bruch : commissaire Gereon Rath
- Liv Lisa Fries : Charlotte Ritter
- Peter Kurth : commissaire Bruno Wolter
- Matthias Brandt : August Benda
- Leonie Benesch : Greta Overbeck
- Ernst Stötzner : le général major Kurt Seegers
- Denis Burgazliev (de) : Trochin, diplomate soviétique
- Severija Janušauskaitė : Svetlana Sorokina
- Hannah Herzsprung : Helga Rath
- Ivan Shvedoff (de) : Alexeï Kardakov
- Lars Eidinger : Alfred Nyssen
- Anton von Lucke : Stephan Jänicke
- Mišel Matičević (de) : Edgar « L'Arménien »
- Fritzi Haberlandt : Elisabeth Behnke
- Jördis Triebel : Docteur Völcker
- Benno Fürmann : Ambassadeur et colonel Günther Wendt.
- Frank Künstler : « Saint Joseph »
- Jens Harzer : Le Docteur Schmidt
- Karl Markovics : Samuel Katelbach

## Épisodes

### Épisode 1
On trouve une fosse commune avec les trotskistes assassinés. Gereon est chargé de l'enquête. À contrecœur il engage Charlotte, dont la mère est décédée, pour l’aider officieusement. Helga et son fils viennent voir Gereon. Son frère a été déclaré mort après dix ans d’absence, la relation entre Helga et lui peut donc devenir officielle. Nyssen, désormais en liberté mais encore sous surveillance, est démis de ses fonctions dans la société d’aciéries familiale. La comtesse Sorokina le séduit une fois de plus en lui confiant qu'elle sait où se trouve l'or des Sorokin.

### Épisode 2
Nyssen essaie de compenser son échec avec le gaz du train en déclarant à la Reichswehr noire qu’il sait où est l’or des Sorokin. Gereon a des preuves de la culpabilité soviétique dans les assassinats des trotskystes mais Trochin lui propose un marché : lui révéler ce qu'il sait de la Reichswehr noire. Jänicke continue d'espionner Bruno, lequel collabore avec la Reichswehr noire. Ils font des plans pour voler l'or du train. Jänicke finit par se faire assassiner.

### Épisode 3
Trochin révèle à Gereon l'emplacement d'une base aérienne allemande illégale en Russie, en échange de la libération des agents soviétiques. Un vol clandestin vers l’URSS est décidé, pour prendre des photos de la base aérienne. Gereon et Gräf, le photographe, sont chargés de la mission qu'ils réussissent à accomplir à grands risques. Benda avertit le ministre Stresemann des menaces d’assassinat contre lui, mais il ne les prend pas au sérieux. Il est aussi réticent à prendre des mesures contre la Reichswehr noire.

### Épisode 4
Gereon soupçonne Bruno du meurtre de Jänicke. Bruno à son tour menace d’accuser Gereon d’avoir éliminé l’un des tueurs de l’Arménien. Benda met Gereon au courant du complot pour assassiner Stresemann. Charlotte est enlevée par les hommes de l'Arménien.

### Épisode 5
L'Arménien interroge Charlotte sur l'or. Benda et Zörgiebel ordonnent l'arrestation des dirigeants de la Reichswehr noire sur la base des photos prises par Gereon et Gräf. Le général Seegers, interrogé, exprime son mépris pour la république et pour Benda qui est juif. Fritz est abattu par des inconnus en présence de Greta. Charlotte, toujours dans les mains de l’Arménien, découvre l’implication de Bruno dans le complot contre Stresemann.

### Épisode 6
Otto, un ami de Fritz, dit a Greta que son employeur Benda est responsable du meurtre de Fritz. Gereon apprend les plans des conspirateurs de droite, se précipite au théâtre où l’attentat va être commis et l’évite. Mais les putschistes sont libérés par ordre du président Hindenburg. Charlotte informe l'Arménien que le train, qui sera renvoyé en Union soviétique, va être intercepté en route par la Reichswehr noire.

### Épisode 7
Gereon et Charlotte partent pour intercepter le train. Bruno fait tomber leur voiture dans un lac, mais ils survivent. Otto convainc Greta de l’aider à poser une bombe sous le bureau de Benda. Greta découvre en s’enfuyant qu’Otto n’est pas communiste mais nazi, tout comme Fritz, lequel n’est pas mort. Greta comprend qu’elle a été manipulée par les nazis qui visent Benda, probablement parce qu’il est juif. Elle essaie de prévenir Benda pour la bombe mais elle arrive trop tard.

### Épisode 8
Bruno et les gens de la Reichswehr noire obligent le train à s'arrêter. Mais Gereon et l’Arménien sont là aussi. Les gens de l’Arménien massacrent les troupes de la R. noire, mais Bruno réussit à monter dans le train. Il découvre que les lingots d'or ne sont que du charbon doré, puis il est tué. Wendt, un fonctionnaire d'extrême droite, remplace le décédé Benda. Gereon obtient une promotion. Charlotte est nommée assistante de police. Sorokina se révèle ne pas être une comtesse. Et l’or des Sorokin n'était pas caché dans le train qui est en route vers l’URSS mais c’est l’un des wagons qui est en or massif. Sorokina va à Paris, tout comme Kardakov. Gereon donne un faux témoignage concernant les meurtres du 1er mai et Helga paraît déçue de lui. Il y a un soupçon d’attraction entre Helga et Nyssen. Enfin, Gereon découvre que son thérapeute, le Dr Schmidt, est en réalité son frère Anno, qui a survécu bien que Gereon l'ait abandonné, blessé, dans l’une des dernières batailles de la guerre.